# Lliga turco-xipriota de futbol
La Lliga turco-xipriota de futbol (anomenada oficialment Birinci Lig, literalment Primera Lliga) és la màxima competició futbolística de la República Turca de Xipre del Nord.

## Història
La lliga es fundà per sis clubs el 1955, en separar-se de la lliga xipriota de futbol. Els membres fundadors foren:

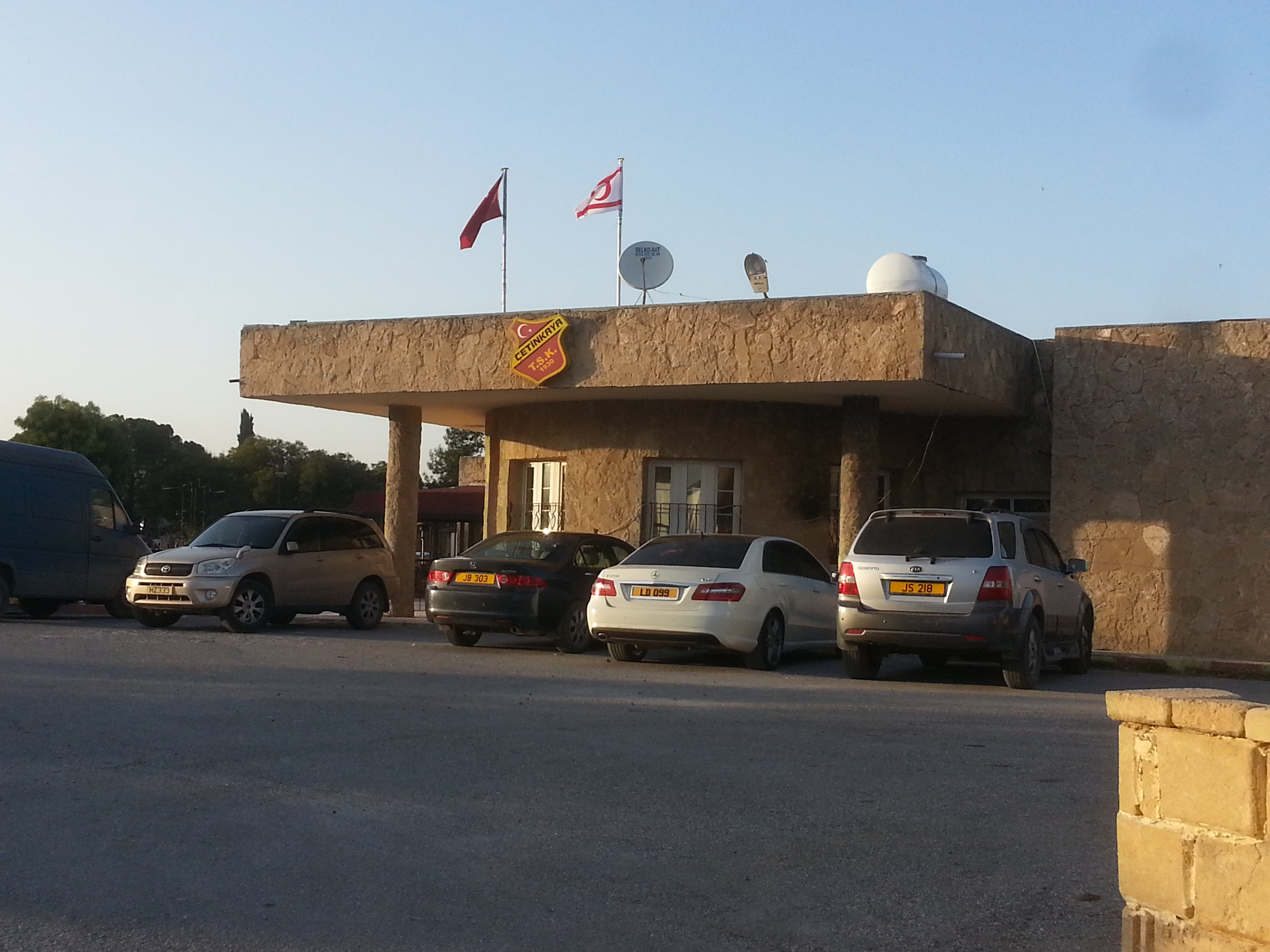
Seu del Çetinkaya, un dels clubs de la lliga.

- Baf Ülkü Yurdu
- Çetinkaya Türk
- Doğan Türk Birliği
- Gençler Birliği
- Gençlik Gücü
- Mağusa Türk Gücü

## Historial
Font:
- 1955-56:  Doğan Türk Birliği (1)
- 1956-57:  Doğan Türk Birliği (2)
- 1957-58:  Çetinkaya Türk (1)
- 1958-59:  Doğan Türk Birliği (3)
- 1959-60:  Çetinkaya Türk (2)
- 1960-61:  Çetinkaya Türk (3)
- 1961-62:  Çetinkaya Türk (4)
- 1962-63:  Küçük Kaymaklı Türk (1)
- 1963-64: Abandonat [a]
- 1964-65: No es disputà
- 1965-66: No es disputà
- 1966-67: No es disputà
- 1967-68: No es disputà
- 1968-69:  Mağusa Türk Gücü (1)
- 1969-70:  Çetinkaya Türk (5)
- 1970-71:  Yenicami Ağdelen (1)
- 1971-72:  Gönyeli (1)
- 1972-73:  Yenicami Ağdelen (2)
- 1973-74:  Yenicami Ağdelen (3)
- 1974-75: No es disputà
- 1975-76:  Yenicami Ağdelen (4)
- 1976-77:  Mağusa Türk Gücü (2)
- 1977-78:  Gönyeli (2)
- 1978-79:  Mağusa Türk Gücü (3)
- 1979-80:  Mağusa Türk Gücü (4)
- 1980-81:  Gönyeli (3)
- 1981-82:  Mağusa Türk Gücü (5)
- 1982-83:  Mağusa Türk Gücü (6)
- 1983-84:  Yenicami Ağdelen (5)
- 1984-85:  Küçük Kaymaklı Türk (2)
- 1985-86:  Küçük Kaymaklı Türk (3)
- 1986-87:  Baf Ülkü Yurdu (1)
- 1987-88:  Baf Ülkü Yurdu (2)
- 1988-89:  Baf Ülkü Yurdu (3)
- 1989-90:  Baf Ülkü Yurdu (4)
- 1990-91:  Doğan Türk Birliği (4)
- 1991-92:  Doğan Türk Birliği (5)
- 1992-93:  Gönyeli (4)
- 1993-94:  Doğan Türk Birliği (6)
- 1994-95:  Gönyeli (5)
- 1995-96:  Akıncılar (1)
- 1996-97:  Çetinkaya Türk (6)
- 1997-98:  Çetinkaya Türk (7)
- 1998-99:  Gönyeli (6)
- 1999-00:  Çetinkaya Türk (8)
- 2000-01:  Gönyeli (7)
- 2001-02:  Çetinkaya Türk (9)
- 2002-03:  Binatlı Yılmaz (1)
- 2003-04:  Çetinkaya Türk (10)
- 2004-05:  Çetinkaya Türk (11)
- 2005-06:  Mağusa Türk Gücü (7)
- 2006-07:  Çetinkaya Türk (12)
- 2007-08:  Gönyeli (8)
- 2008-09:  Gönyeli (9)
- 2009-10:  Doğan Türk Birliği (7)
- 2010-11:  Küçük Kaymaklı Türk (4)
- 2011-12:  Çetinkaya Türk (13)
- 2012-13:  Çetinkaya Türk (14)
- 2013-14:  Yenicami Ağdelen (6)
- 2014-15:  Yenicami Ağdelen (7)
- 2015-16:  Mağusa Türk Gücü (8)
- 2016-17:  Yenicami Ağdelen (8)
- 2017-18:  Yenicami Ağdelen (9)
- 2018-19:  Mağusa Türk Gücü (9)
- 2019-20:  Mağusa Türk Gücü (10)
- 2020-21: No es disputà
- 2021-22:  Mağusa Türk Gücü (11)
- 2022-23:  Mağusa Türk Gücü (12)